# 大卷叶蛛
大卷叶蛛（学名：Dictyna major）为卷叶蛛科卷叶蛛属的动物。分布于全北区以及中国大陆的吉林、河北等地，常栖息于灌木丛和棉田。尚无发现亚种。